# Ravat

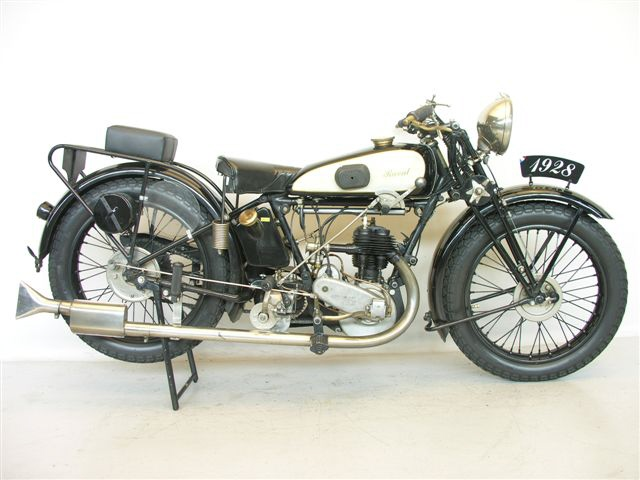
Ravat de type ER 21, 1928.

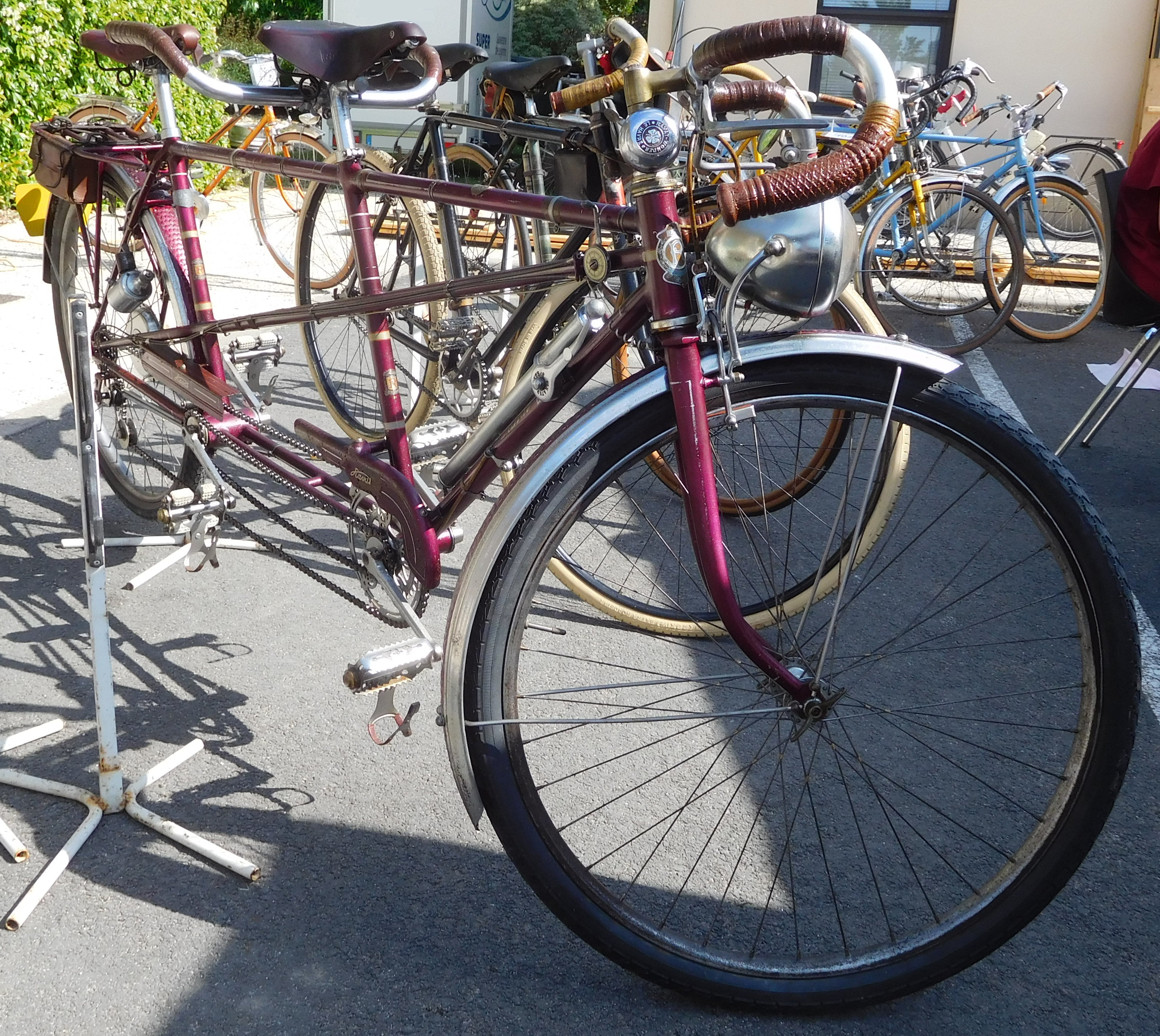
Tandem Ravat.

Ravat est une marque historique de motos et de scooters française.
Le nom de l'entreprise était « Éts. Moteurs Ravat », originaire de Saint-Étienne (Loire).
L'entreprise a été fondée par Jules Ravat qui a construit son premier vélo en 1898. Ravat a produit des moteurs légers avec les 100 cm3 pour les marques BMA (marque reprise par Peugeot), Vap, Himo et Villiers (en), des moteurs de course de 500 cm3 pour Blackburne (en) ou Zürcher. En 1923, la marque équipe son premier motorisé avec le 125 cm3 Massardier, constructeur de moto stéphanois de la marque concurrente Royal Moto.
De 1945 à la fermeture de l'usine en 1954, des motos ont également été construites avec la 125 cm3. Le scooter Simonetta de la société San Christophoro a été produit sous licence à Milan (Italie).